# Vanakriget

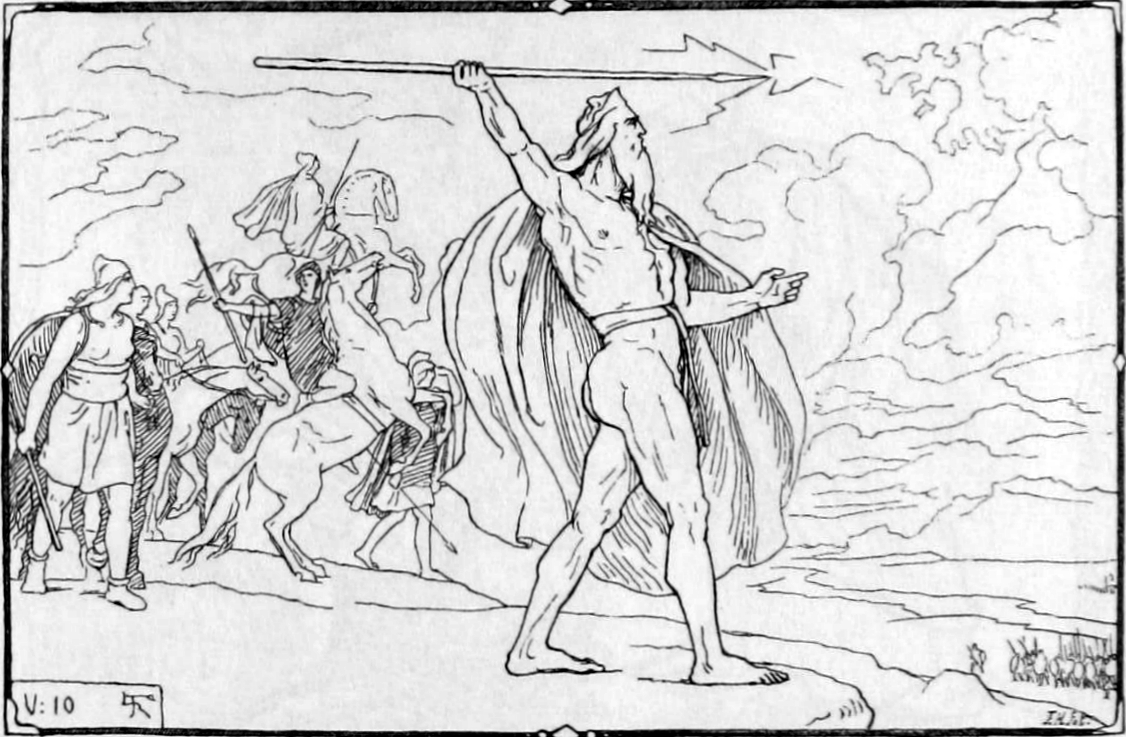
Oden kastar sitt spjut mot vanerna, illustration av Lorenz Frølich (1895)

Vanakriget var i nordisk mytologi ett krig mellan asar och vaner, vilket hade utspelat sig i en dunkel forntid. 
När Oden kastade sitt spjut över vanahären, bröt kriget ut. Utgången av kriget är skilt beroende på källorna. I Valans spådom så antyds det att vanerna fick övertaget i kriget, medan Snorre skriver att ingen av sidorna kunde vinna då de var jämnstarka.  Gudasläktena försonades dock efter en tid och, som ett tecken på förbrödringen, blandade man sitt saliv i ett kärl. Ur kärlet uppstod mjödets gud Kvaser. Gisslan utbyttes också: Asarna sände Höner och Mimer till vanerna som sände Njord, Freja och Frej till asarna. Dessutom ingick Oden äktenskap med Frigg.
Man har velat se vanakriget som en mytologisk skildring av hur en ny och mera krigisk religion (asarna) introducerats i Skandinavien och trängt ut en äldre och fredligare fruktbarhetskult (vanerna). Motståndare till denna hypotes hävdar dock att beskrivningen av kriget uppvisar stora likheter med andra mytologiska konflikter bland olika indoeuropeiska folk, som t.ex. kriget med Titanerna i Grekisk mytologi. Dessa har också pekat på att källorna antingen hänvisar till att asarna inte vinner kriget utan beroende på källorna antingen är jämnstarka med vanerna eller att asarna rent av förlorar. Dumézil noterar att myten inte behöver förstås i historiska termer och att fokus mer ligger på överenskommelser än krig.

## Poetiska Eddan
Citat ur Poetiska Eddan:
Det är den första folkstrid jag minns,
då de på spjutuddar spetsade Gullveig,
brände henne i Hars hall inne,
tre gånger brände de den tre gånger födda.

[...]

Odin kastade uddjärn i flocken:
det var den första folkstrid i världen;
asaborgens brädhägn bröts ned,
fram gingo vanerna på fältet med galder.
Völvans spådom, verserna 21 och 24